# Doris bertheloti
Doris bertheloti is een slakkensoort uit de familie van de Dorididae. De wetenschappelijke naam van de soort werd voor het eerst geldig gepubliceerd in 1839 door d'Orbigny.